# Parque nacional del Alto Atlas Oriental
El Parque nacional del Alto Atlas (en francés: Parc National du Haut Atlas Oriental) es un área protegida que se encuentra en el país norteafricano de Marruecos. Abarca una superficie estimada e 49 000 hectáreas y se localiza cerca de las montañas del Alto Atlas del este u oriental.
El parque fue establecido para preservar los valores culturales, junto con sus poblaciones de arruí, gacelas de Cuvier, aves, anfibios, reptiles y vegetación diversa.

## Flora
La flora del parque es muy variada, los árboles con mayor presencia son los habituales en las áreas naturales de esta altura y latitud.
La vertiente norte del parque está cubierta por un precioso bosque de cedros, árboles de gran tamaño cuya madera fue utilizada como material para la construcción en el antiguo Egipto, junto al pino de montaña marítimo, cuya piña, llamada piña de encender, es valorada para encender el fuego, la encina, árbol que fue considerado antiguamente sagrado, el enebro fenicio, árbol con la característica de tener un trinco que se retuerce cerca del mar y el turífero, árbol capaz de soportar años en los que no llega más de medio litro por litro cuadrado.
Por encima de los 3.000 m de altitud, la flora está simbolizada por una vegetación en cojinete (en forma de cojín un poco circular).

## Fauna
En este parque no hay mucha diversidad de especies de animales comparándolo con la flora, pero hay un pequeño grupo formado por: arruís, gacelas de Cuvier, aves, anfibios y reptiles.